# Fudbalski Klub Rabotnički Skopje
El FK Rabotnički (en macedonio: ФК Работнички) es un club de fútbol de la ciudad de Skopie, en Macedonia del Norte. Actualmente milita en la Primera División de Macedonia del Norte.

## Historia
El FK Rabotnički fue fundado en 1937. Es ampliamente considerado dentro de Macedonia del Norte como un famoso club de fútbol de Skopie y también conocido como el 'club de fútbol del ferrocarril'. Durante mucho tiempo, Rabotnički compitió en la Segunda Liga de la República Yugoslava o la Liga de la República Socialista de Macedonia. También compitió en la Primera Liga Federal de la RFS de Yugoslavia durante dos años. Dado que la República de Macedonia se convirtió en un país independiente, el Rabotnički pasó a competir en la Primera división macedonia. En todos estos años, desde su fundación en 1937, el Rabotnički siempre ha estado entre los mejores clubes y siempre ha sido un buen representante del fútbol macedonio en Europa.

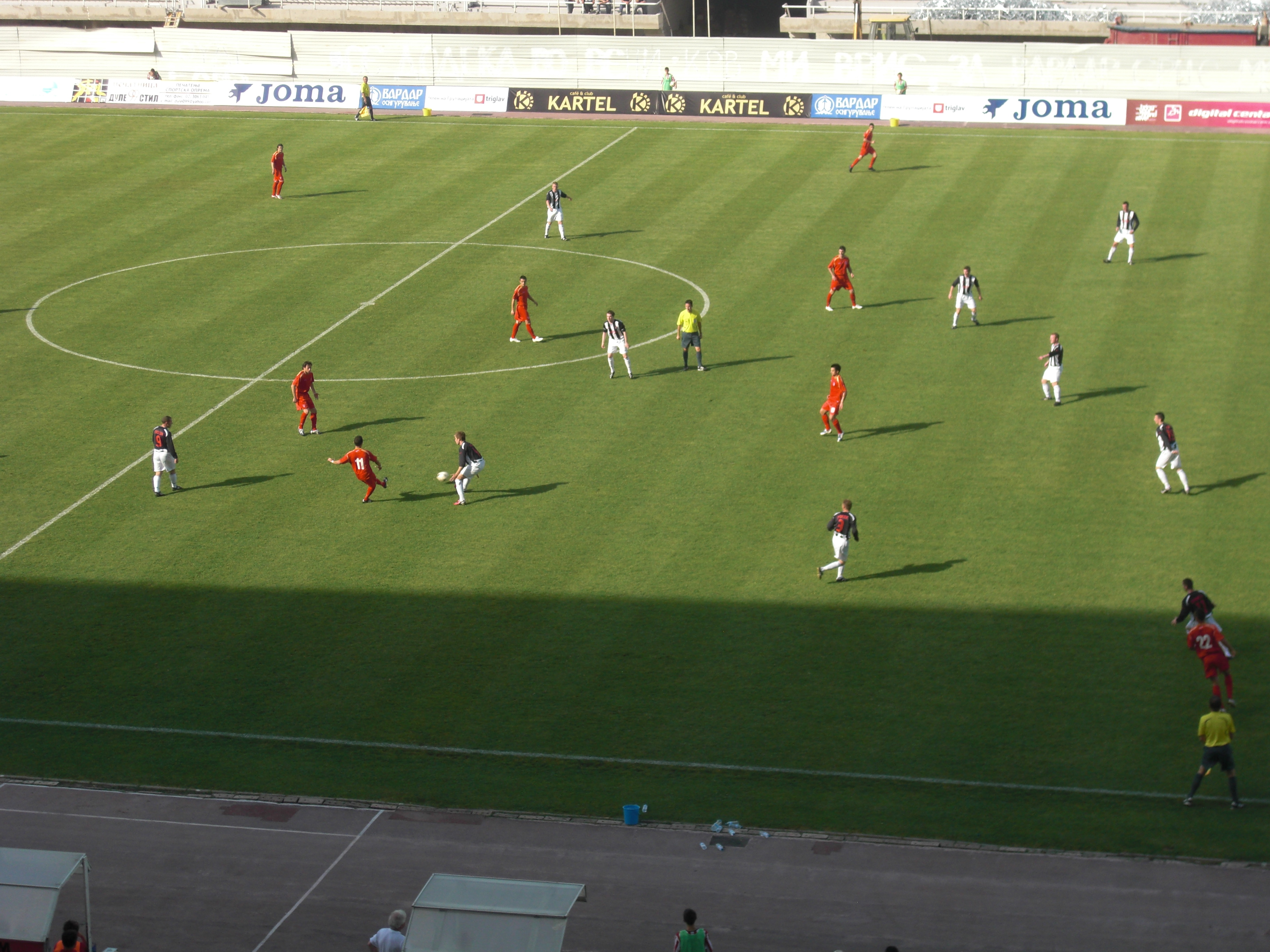
Partido de la UEFA Europa League 2009-10 entre el FK Rabotnički y Crusaders F.C. en el Filip II Arena en Skopie.

Los años más exitosos del club fueron entre 2001 y 2008, cuando el club fue adquirido por la famosa empresa Kometal. Desde que fue adquirido por Kometal, el Rabotnički mostró un progreso constante: en 2002-03 terminó segundo en la liga nacional y compitió en la Copa de la UEFA, en 2004-05 ganó el campeonato nacional y compitió en la Liga de Campeones de la UEFA y en 2007-08 tuvieron su mejor año al ganar el doblete. Kometal y Trifun Kostovski dejaron el Rabotnički y se hicieron cargo del rival Vardar en 2008. Al año siguiente ganó la Copa de Macedonia por segunda vez en la historia del club.
El 14 de julio de 2009, se enfrentaron al Crusaders FC de Irlanda del Norte en la segunda ronda de clasificación de la UEFA Europa League, empatando 1-1 el partido de ida y venciendo en el partido de vuelta 4-2. Se clasificó para la tercera ronda de clasificación ante el Odense BK pero fue eliminado 3-7 en el global.
El 16 de julio de 2010, fueron emparejados contra el Liverpool en la tercera ronda clasificatoria de la UEFA Europa League. En el partido de ida el 29 de julio de 2010 perdió 0-2 y en Anfield volvió a caer derrotado 2-0 en el partido de vuelta una semana después.
En julio de 2011, fueron nombrados el mejor club del mundo para ese mes por la IFFHS. La racha ganadora de cinco partidos en la UEFA Europa League de los cuales cuatro fueron en julio, además de una victoria contra Bregalnica Štip en la primera vuelta de la liga doméstica eran más que suficientes para la Federación Internacional de Historia y Estadística de Fútbol para nombrar al Rabotnički como "mejor club del mundo en julio de 2011".
En marzo de 2012, con 674 puntos en la lista IFFHS, el Rabotnički se convirtió en el mejor club de Macedonia en el siglo XXI.

## Uniforme
- Uniforme titular: Camiseta naranja, pantalón y medias rojas.
- Uniforme alternativo: Camiseta azul, pantalón y medias blancas.

## Estadio
El campo de entrenamiento del Rabotnički está situado en el parque de la ciudad enfrente de la arena de Filip II Arena, donde juega sus partidos oficiales en la liga doméstica y la competición europea el Rabotnički. En estos momentos hay tres terrenos de juego completamente renovados (dos con iluminación). A finales de 2007 las nuevas instalaciones se construyeron, con vestuarios, salas de descanso, restaurante, gimnasio y zona de fitness, una sala médica e infraestructuras de atención médica para unas mejores condiciones de trabajo y un mejor rendimiento para el club.

## Jugadores

### Plantilla 2023-24
Actualizado el 12 abril del 2024

## Palmarés

### Torneos nacionales
- Macedonian Republic League (8):

1943, 1944, 1953, 1966, 1967, 1968, 1973, 1977, 1980
- Primera División de Macedonia del Norte (4):

2005, 2006, 2008, 2014
- Copa de Macedonia (5):

1954, 1957, 1974, 1983, 1988
- Copa de Macedonia del Norte (4):

2008, 2009, 2014, 2015
- Segunda Liga de Macedonia del Norte (1):

1997–98

## Participación en competiciones de la UEFA
| Temporada | Torneo                 | Ronda            | Club                  | Marcador          | Resultado |
| --------- | ---------------------- | ---------------- | --------------------- | ----------------- | --------- |
| 2000/01   | UEFA Cup               | Clasificatoria   | Vorskla Poltava       | 0–2, 0–2          |           |
| 2005/06   | UEFA Champions League  | Clasificatoria 1 | Skonto                | 6–0, 0–1          |           |
| 2005/06   | UEFA Champions League  | Clasificatoria 2 | Lokomotiv Moscow      | 1–1, 0–2          |           |
| 2006/07   | UEFA Champions League  | Clasificatoria 1 | F91 Dudelange         | 1–0, 0–0          |           |
| 2006/07   | UEFA Champions League  | Clasificatoria 2 | Debrecen              | 1–1, 4–1          |           |
| 2006/07   | UEFA Champions League  | Clasificatoria 3 | Lille                 | 0–3, 0–1          |           |
| 2006/07   | UEFA Cup               | 1                | Basel                 | 2–6, 0–1          |           |
| 2007/08   | UEFA Cup               | Clasificatoria 1 | Gorica                | 2–1, 2–1          |           |
| 2007/08   | UEFA Cup               | Clasificatoria 2 | Zrinjski Mostar       | 0–0, 2–1          |           |
| 2007/08   | UEFA Cup               | 1                | Bolton Wanderers      | 1–1, 0–1          |           |
| 2008/09   | UEFA Champions League  | Clasificatoria 1 | Inter Baku            | 0–0, 1–1 (a)      |           |
| 2009/10   | UEFA Europa League     | Clasificatoria 2 | Crusaders             | 1–1, 4–2          |           |
| 2009/10   | UEFA Europa League     | Clasificatoria 3 | Odense                | 3–4, 0–3          |           |
| 2010/11   | UEFA Europa League     | Clasificatoria 1 | Lusitanos             | 5–0, 6–0          |           |
| 2010/11   | UEFA Europa League     | Clasificatoria 2 | Mika                  | 1–0, 0–0          |           |
| 2010/11   | UEFA Europa League     | Clasificatoria 3 | Liverpool             | 0–2, 0–2          |           |
| 2011/12   | UEFA Europa League     | Clasificatoria 1 | Narva Trans           | 4–1, 3–0          |           |
| 2011/12   | UEFA Europa League     | Clasificatoria 2 | Juvenes/Dogana        | 1–0, 3–0          |           |
| 2011/12   | UEFA Europa League     | Clasificatoria 3 | Anorthosis            | 2–0, 1–2          |           |
| 2011/12   | UEFA Europa League     | Play-off         | Lazio                 | 0–6, 1–3          |           |
| 2014/15   | UEFA Champions League  | Clasificatoria 2 | HJK                   | 0–0, 1–2          |           |
| 2015/16   | UEFA Europa League     | Clasificatoria 1 | Flora Tallinn         | 2–0, 0–1          |           |
| 2015/16   | UEFA Europa League     | Clasificatoria 2 | Jelgava               | 2–0, 0–1          |           |
| 2015/16   | UEFA Europa League     | Clasificatoria 3 | Trabzonspor           | 1–0, 1–1 (a.e.t.) |           |
| 2015/16   | UEFA Europa League     | Playoff          | Rubin Kazan           | 1–1, 0–1          |           |
| 2016/17   | UEFA Europa League     | Clasificatoria 1 | Buducnost             | 0–1, 1–1          |           |
| 2018/19   | UEFA Europa League     | Clasificatoria 1 | Honvéd                | 2–1, 0–4          |           |
| 2025/26   | UEFA Conference League | Clasificatoria 1 | Torpedo-BelAZ Zhodino | 0–1, 0–3          |           |

### Récord europeo
| Torneo                 | J  | G  | E  | P  | GF | GC |
| ---------------------- | -- | -- | -- | -- | -- | -- |
| UEFA Champions League  | 14 | 5  | 5  | 4  | 14 | 10 |
| UEFA Cup               | 10 | 3  | 2  | 5  | 9  | 16 |
| UEFA Europa League     | 28 | 12 | 5  | 11 | 43 | 33 |
| UEFA Conference League | 2  | 0  | 0  | 2  | 0  | 4  |
| Total                  | 54 | 20 | 12 | 22 | 66 | 63 |

- Fuente:[7]

### Estadísticas en competiciones de la UEFA
- Mayor victoria en competiciones de la UEFA: 
  - 12/07/2005, Rabotnički 6-0 Skonto Riga, Skopje
  - 08/07/2010, Lusitans  0-6  Rabotnicki,  Andorra la Vieja
- Peor derrota en competiciones de la UEFA: 18/08/2011, SS Lazio 6-0 Rabotnički, Roma
- Más partidos en competiciones europeas:  Krste Velkoski - 22 apariciones
- Mayor goleador en competiciones europeas:  Krste Velkoski - 6 goles
- Disputados en UEFA Champions League:  4
- Disputados en UEFA Europa League:  6

## Entrenadores
- Nikola Ilievski (1989–90)
- Mirsad Jonuz (1996–00)
- Gjore Jovanovski (2003–07)
- Dragoljub Bekvalac (2007–08)
- Boban Babunski (2008–09)
- Goran Zdravkov (2009)
- Zoran Stratev (2010)
- Vlatko Kostov (2010–11)
- Pavel Nedelkovski (2011)
- Goran Petreski (2011)
- Gjore Jovanovski (2011)
- Robert Pevnik (2012)
- Goran Petreski (2012)
- Žikica Tasevski (2012-13)
- Igor Angelovski (2013–15)
- Tomislav Franc (2015–16)
- Viktor Trenevski (2016–17)
- Goran Stankovski (2017–18)
- Gjore Jovanovski (2018)
- Zikica Tasevski (2018 – 2019)[8]
- Blaze Lazarevski (2019)
- Aleksandar Vlaho (2019)[9]
- Ratko Dostanić (2020 – presente)[10]